# Habrocestum hongkongiense
Habrocestum hongkongiense is een spinnensoort uit de familie springspinnen (Salticidae). De soort komt voor in Hongkong.